# Bildungssystem in Berlin

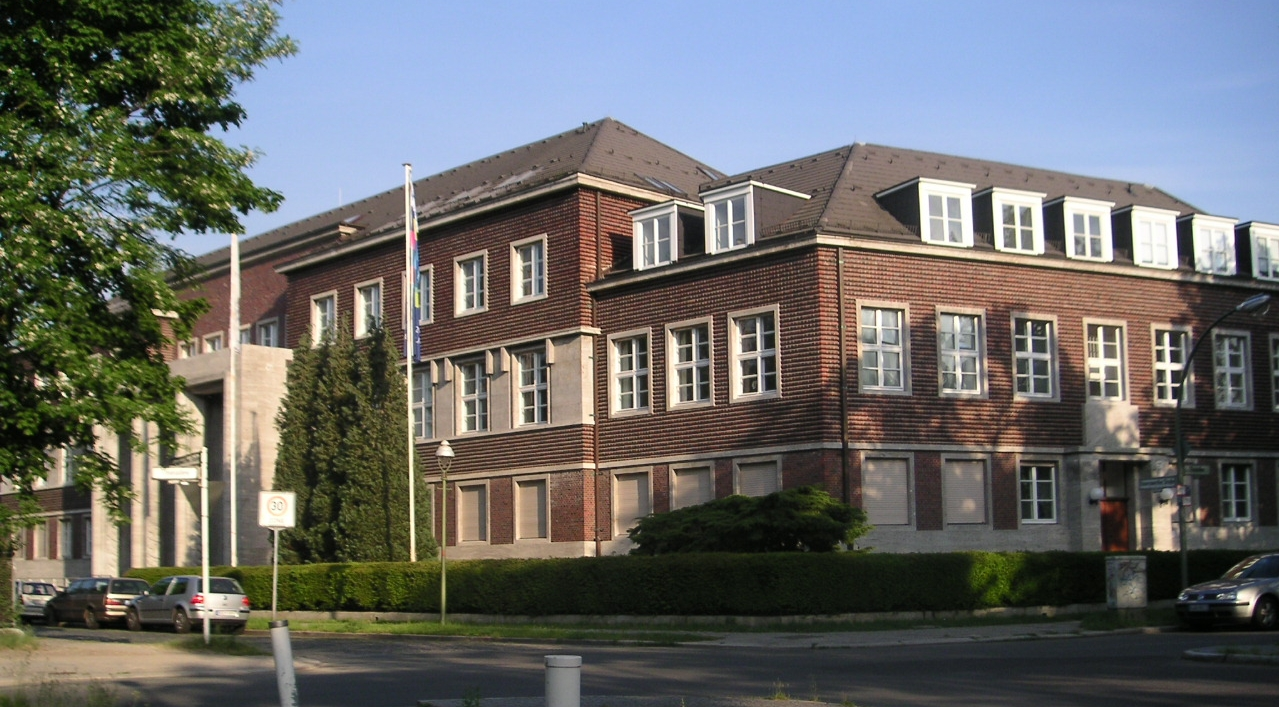
Präsidialamt der Freien Universität Berlin

Das Bildungssystem in Berlin umfasst eine Vielzahl an öffentlichen und privaten Institutionen und ist eng verknüpft mit der  Bildungslandschaft in Deutschland.

## Geschichte
1717 führte König Friedrich Wilhelm I. in Preußen die allgemeine Schulpflicht für Kinder zwischen dem fünften und zwölften Lebensjahr ein. Unterrichtet wurden zunächst vor allem Religion, Lesen, Schreiben, Rechnen.
Die Berliner Bauakademie wurde als Lehranstalt des Bauwesens 1799 von König Friedrich Wilhelm III. gegründet.

## Kindertagesstätten

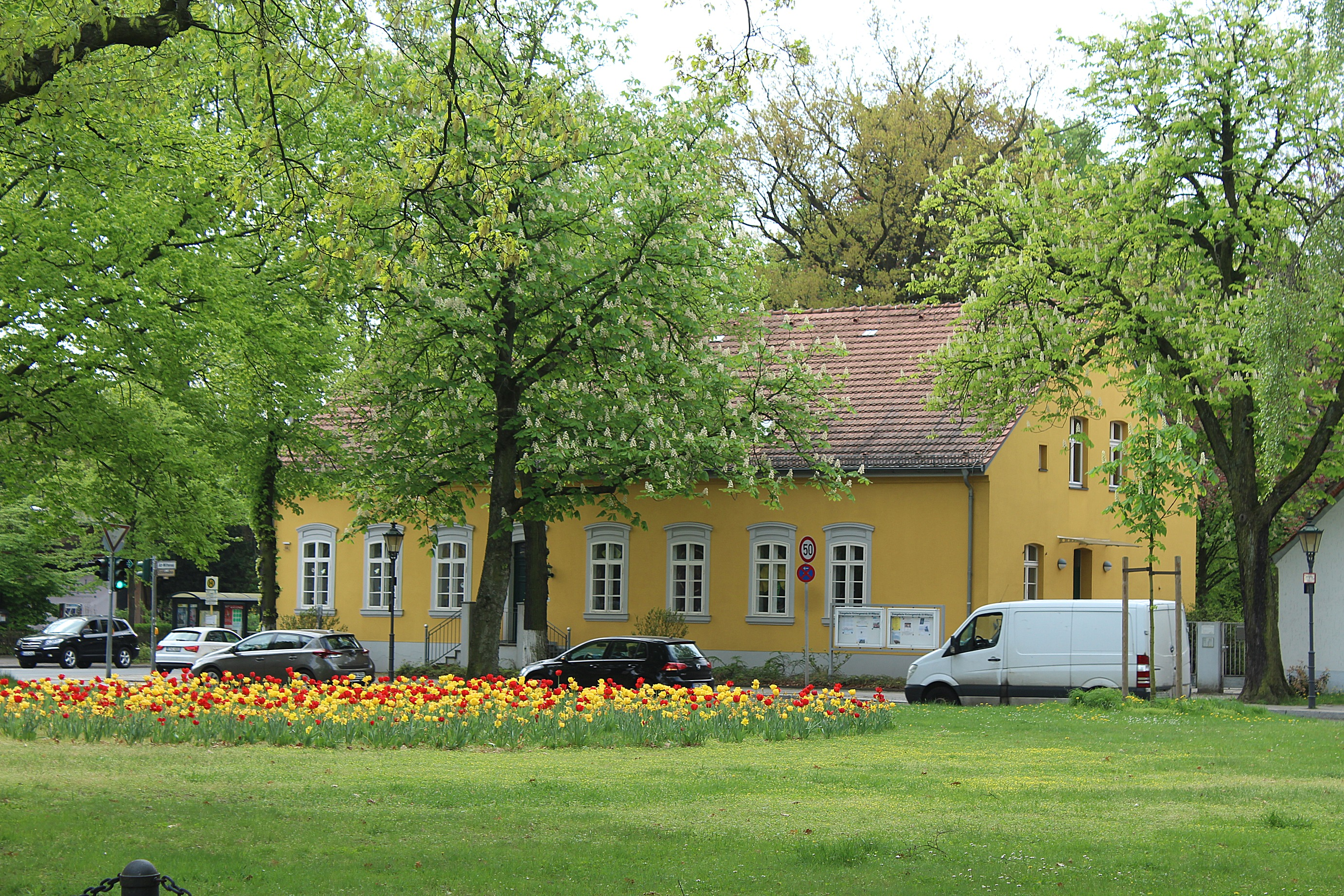
Kindergarten in Wittenau

In Berlin besteht ab dem vollendeten ersten Lebensjahr für jedes Kind ein Rechtsanspruch auf eine tägliche Halbtagsförderung von bis zu sieben Stunden in einer Kindertagesstätte bzw. in der Kindertagespflege. Krippenplätze sind seit 2018 beitragsfrei. Etwa 46 % der unter Dreijährigen in der Stadt und etwa 95 % der 3- bis 6-Jährigen wurden im Jahr 2016 in Kitas betreut.
Die Berliner Kindertagesstätten hatten 2017 im bundesdeutschen Vergleich einen überdurchschnittlich hohen Anteil an Kindern mit Sprachdefiziten in der Umgangssprache Deutsch im letzten Kitajahr zu verzeichnen. Durch den schwach ausgeprägten deutschen Sprachschatz bei etwa 15–20 % der Kita-Kinder eines Jahrgangs ergeben sich für diese Gruppe Lernprobleme bei der Teilnahme in den schulischen Folgeeinrichtungen.

## Schulsystem
Berlin hat eine vier- bis sechsjährige Grundschule und seit 2010 ein sich anschließendes zweigliedriges Oberschulsystem mit Integrierten Sekundarschulen und Gymnasien. Im Schuljahr 2015/16 gab es in Berlin knapp 340.000 Schüler an 799 allgemeinbildenden Schulen, darunter 138 Privatschulen. Das Land verfügt über 433 Grund- und 165 integrierte Sekundarschulen, des Weiteren 113 Gymnasien, 10 Waldorf- und 77 Sonderschulen.
Die staatlichen allgemeinbildenden Schulen werden in der Regel durch die Stadtbezirke verwaltet. Folgende Schulen werden durch die Senatsverwaltung zentral verwaltet: Musikgymnasium Carl Philipp Emanuel Bach, Französisches Gymnasium, Abendgymnasium Prenzlauer Berg, Staatliche Ballett- und Artistikschule Berlin, Sportschule im Olympiapark Poelchau-Schule, Nelson-Mandela-Schule, Wangari-Maathai-Internationale-Schule, John-F.-Kennedy-Schule, Flatow-Oberschule, Schul- und Leistungssportzentrum Berlin (Sportforum) und die Schulfarm Insel Scharfenberg.
2004 wurde ein neues Schulgesetz verabschiedet. Wesentliche Reformen waren die Verkürzung der Schulzeit bis zum Abitur (Allgemeine Hochschulreife) von dreizehn auf zwölf Jahre, der in der zehnten Klasse stattfindende Mittlere Schulabschluss und eine schriftliche Prüfung zum Erhalt des Realschulabschlusses. Diese Prüfung wird auch an den Gymnasien abgelegt. Das Zentralabitur wurde in den Fächern Deutsch, Mathematik und den Fremdsprachen eingeführt. An dreizehn Gymnasien mit „Schnellläuferprogramm“ ist es möglich, das Abitur ein Jahr früher abzulegen, das heißt, seit dem Inkrafttreten des neuen Schulgesetzes nach elf Jahren.
In der Bildungsstudie IGLU aus dem Jahr 2006 wurden in der Berliner Schülerschaft erhebliche Sprachdefizite und Leseschwächen festgestellt. Rund ein Viertel (24,9 %) der Berliner Schüler lasen in den niedrigsten beiden Kompetenzstufen. Das war der deutschlandweit höchste Anteil von schwachen Lesern.

## Berufsschulen

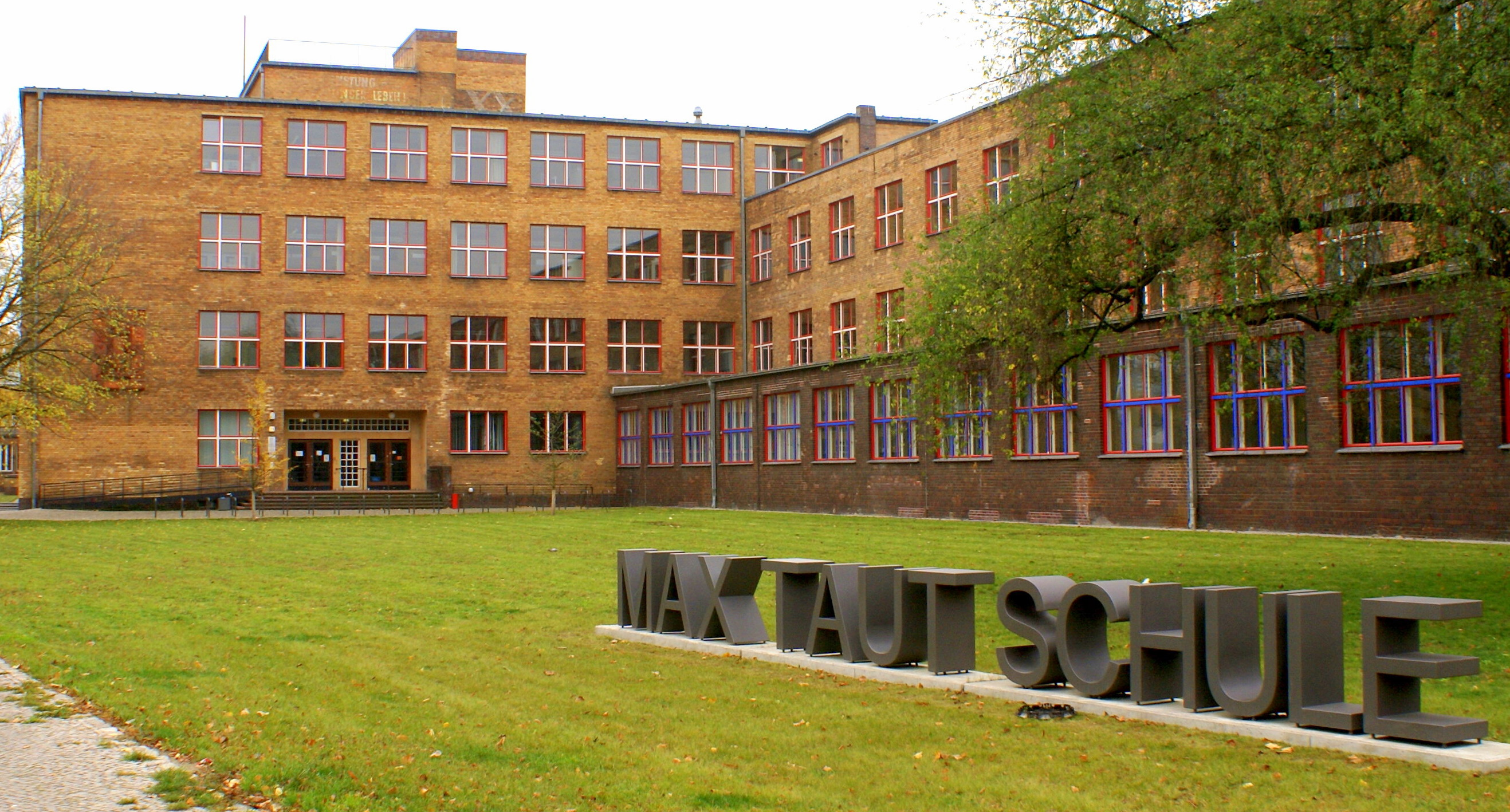
Max-Taut-Schule (Oberstufenzentrum)

Insgesamt 38.633 Lehrlinge befanden sich 2016 in einer Berufsausbildung, darunter 9.355 im Handwerk.   Die am stärksten besetzten Ausbildungsberufe in Berlin waren in dem Jahr Kauffrau/Kaufmann für Büromanagement (2.572) gefolgt von Kauffrau/Kaufmann im Einzelhandel (2.251). 18.273 Azubis erwarben einen Berufsabschluss.

## Hochschulen
Berlin schaut auf eine mehr als 200-jährige Wissenschaftsgeschichte zurück. 40 Nobelpreisträger lehrten und arbeiteten an den Instituten und Hochschulen der Stadt. In Berlin konzentrieren sich auch gegenwärtig eine Vielzahl von international ausstrahlenden Wissenschafts- und Forschungseinrichtungen. Als Universitätsstadt zählt Berlin zu den weltweit angesehenen Bildungsstandorten.

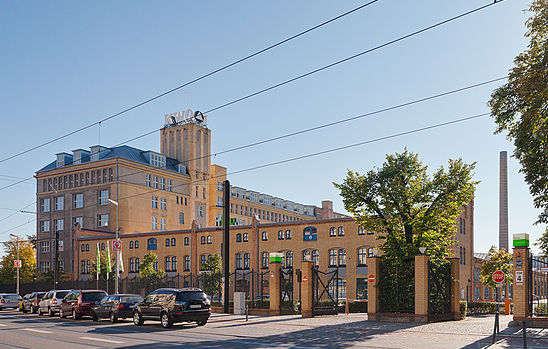
Hochschule für Technik und Wirtschaft

In Berlin waren im Wintersemester 2018/19 an über 40 Universitäten und Hochschulen, darunter vier Kunsthochschulen, rund 195.000 Studenten eingeschrieben. Damit verzeichnete die Stadt die größte Anzahl an Studierenden im deutschsprachigen Raum. Im globalen Umfeld zählt Berlin zu den Weltstädten mit sehr vorteilhaften Studienbedingungen.
Die Humboldt-Universität zu Berlin hat rund 35.000 Studenten, die Freie Universität Berlin rund 35.000 Studenten und die Technische Universität Berlin  34.000 Studenten sowie die Universität der Künste Berlin mit etwa 4500 Studenten (Stand:2020). Die Berliner Hochschule für Technik zählt über 12.000 Studierende, die Hochschule für Technik und Wirtschaft Berlin hat etwa 14.000 Immatrikulierte und an der Charité studieren rund 8000 Lernende.

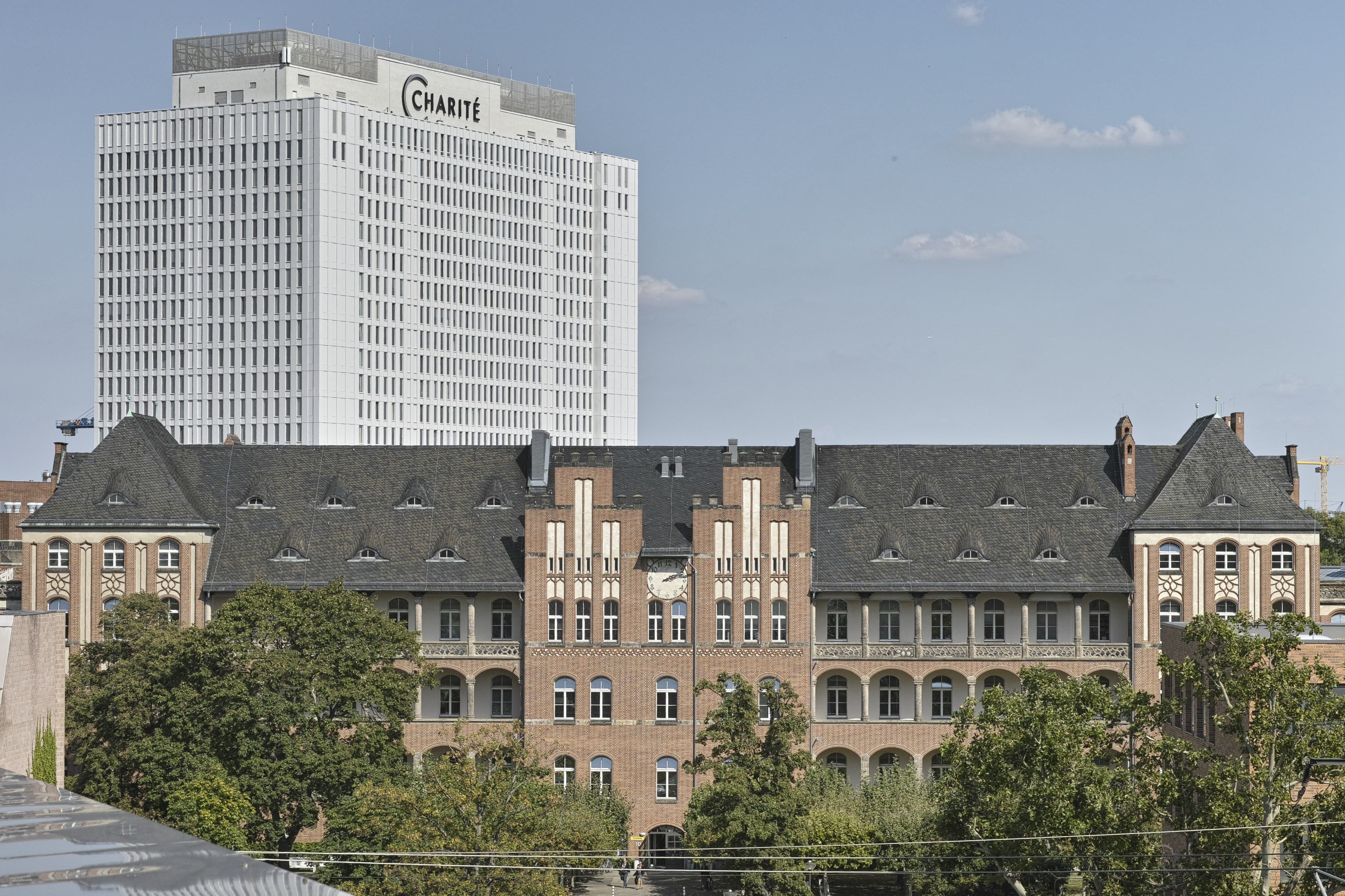
Die Charité zählt zu renommierten Universitätskliniken in der Welt

Die Medizinischen Fakultäten der Freien Universität und der Humboldt-Universität wurden 2003 zur Charité – Universitätsmedizin Berlin zusammengefasst. Seitdem ist diese mit ihren vier Standorten die größte medizinische Fakultät Europas.
Im Rahmen der Exzellenzinitiative wurden die Freie Universität Berlin und die Humboldt-Universität zu Berlin in der dritten Förderlinie positiv begutachtet. Das bereits 2007 ausgezeichnete Zukunftskonzept „International Network University“ der Freien Universität wurde in der Evaluation 2012 bestätigt. Die Humboldt-Universität war mit ihrem Konzept „Bildung durch Wissenschaft“ 2012 erfolgreich. Damit zählen beide Hochschulen zu den elf deutschen Eliteuniversitäten.
Mit der Bekanntgabe des Ergebnisses der Exzellenzstrategie 2019 gehören die Freie Universität, die Humboldt-Universität, die Technische Universität und die Charité – Universitätsmedizin als Einrichtungen der Berlin University Alliance gemeinsam zu den insgesamt elf deutschen Exzellenzuniversitäten. Die TU Berlin gehört zum Führungskreis der wichtigsten Technischen Universitäten (TU9) in Deutschland.
Die European School of Management and Technology (ESMT) besitzt Promotionsrecht und gehört zu den führenden privaten Wirtschaftshochschulen in Deutschland und Europa. Weitere privater Lehrinstitute sind u. a. die Mediadesign Hochschule, die Hertie School, die Code University und die SRH Berlin University of Applied Sciences.

## Forschungsinstitute

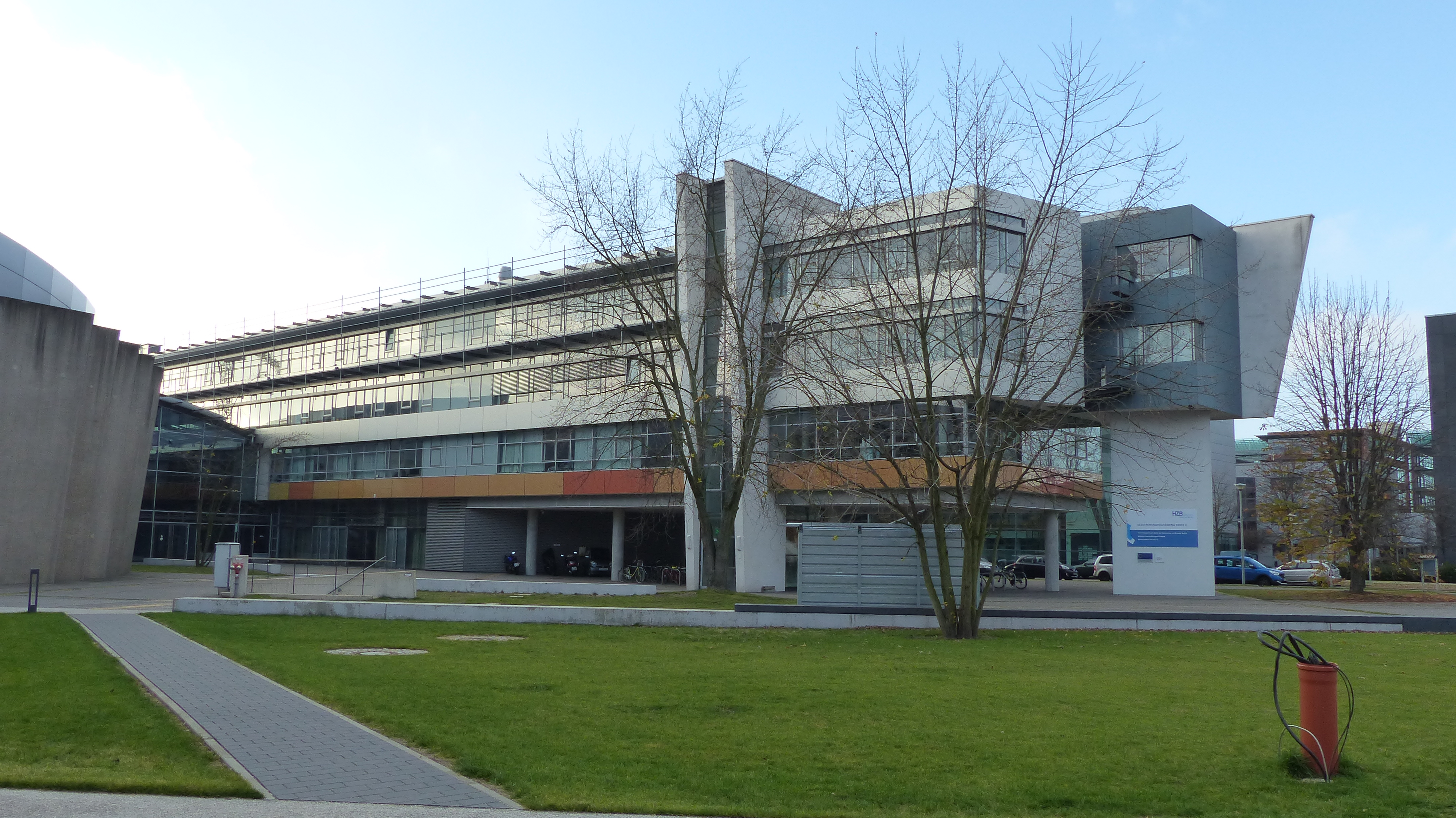
BESSY-II-Gebäude am Wissenschafts- und Wirtschaftsstandort in Adlershof

Berlin ist seit 2012 die forschungsstärkste Region in Deutschland. Jährlich werden in Berlin rund 1,8 Milliarden Euro öffentliche Fördermittel in Wissenschaft und Forschung investiert. Laut Förderatlas der Deutschen Forschungsgemeinschaft (DFG) warben Berliner Wissenschaftler mit 794 Millionen Euro an DFG-Mitteln die meisten Fördergelder im Zeitraum 2014–16 für einen deutschen Forschungsstandort ein.

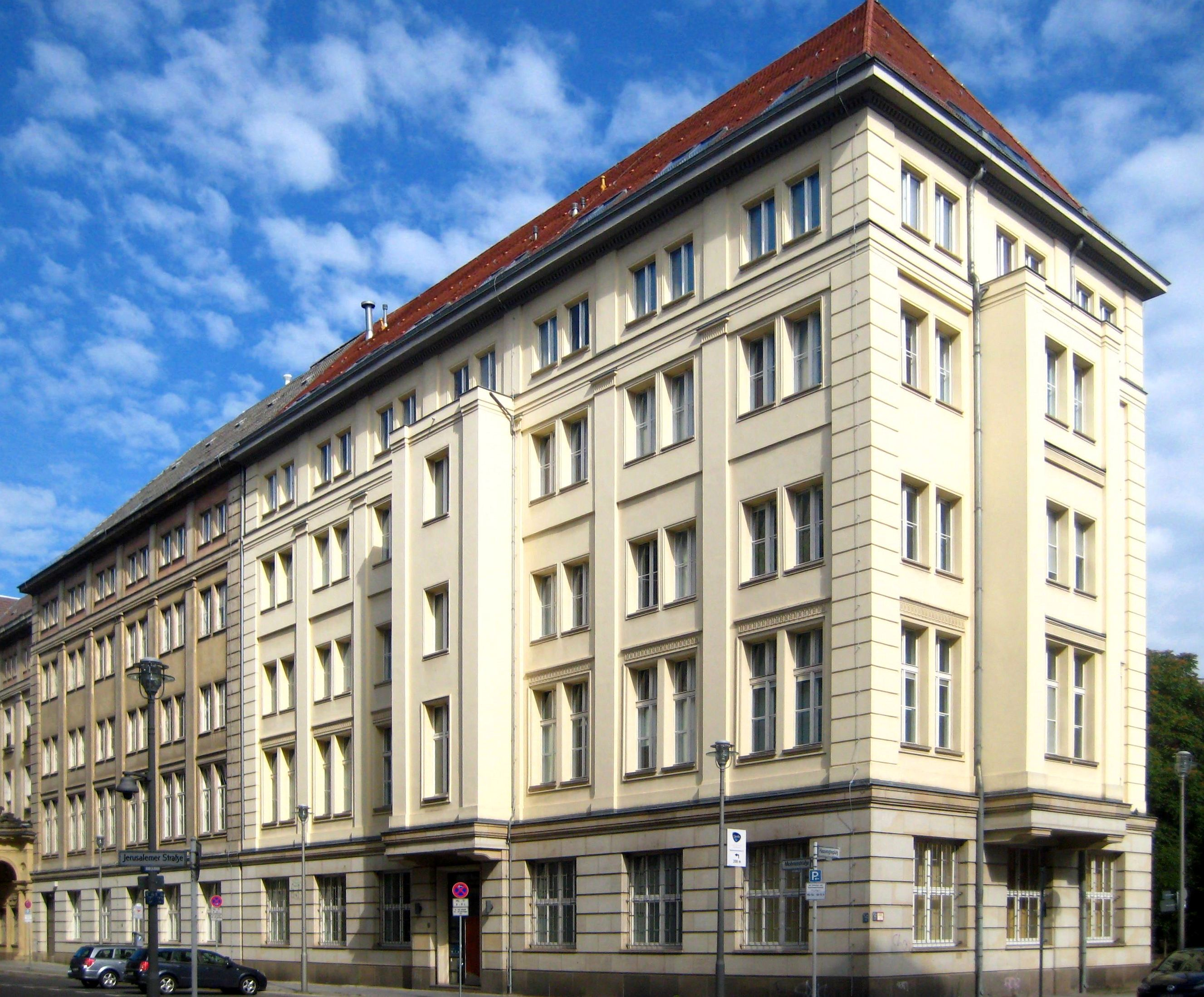
Sitz des Weltverbandes Internationale Mathematische Union seit 2011

Über 60.000 Beschäftigte lehren, forschen und arbeiten an den über 70 außeruniversitären öffentlich finanzierten Forschungseinrichtungen. Auch die großen nationalen Forschungsorganisationen Fraunhofer-Gesellschaft, Helmholtz-Gemeinschaft, Leibniz-Gemeinschaft und Max-Planck-Gesellschaft sind mit mehreren Instituten vertreten, ebenso verschiedene Bundesministerien mit insgesamt acht Forschungsinstituten. Die meisten Einrichtungen der Wissenschaft konzentrieren sich an den Standorten in Buch, Charlottenburg, Dahlem, Mitte sowie am Wissenschafts- und Wirtschaftsstandort Adlershof. Das Land Berlin ist „Korporativ Förderndes Mitglied“ der Max-Planck-Gesellschaft.
Seit 2011 befindet sich der Sitz der Internationalen Mathematischen Union (IMU) am Weierstraß-Institut für Angewandte Analysis und Stochastik in Berlin. Die IMU gilt als renommierter Mathematik-Weltverband und verleiht alle vier Jahre die Fields-Medaille, die als international höchste Auszeichnung gilt, die ein Mathematiker erhalten kann.
Zu den Schwächen des Wissenschaftsstandorts Berlin zählt die starke Trennung von Forschung und Lehre und der daraus resultierenden verminderten internationalen Wahrnehmung der Forschungsleistungen. Die nach 1945 eingeleitete Abkehr vom Humboldtschen Bildungsideals in Deutschland und Berlin führte zu einem gespaltenen Forschungs- und Hochschulsystem, dem es im globalen Kontext an Sichtbarkeit fehlt. Spitzenleistungen an Berliner Forschungsinstituten werden deshalb nicht mit städtischen Universitäten in Zusammenhang gebracht.

## Volkshochschulen

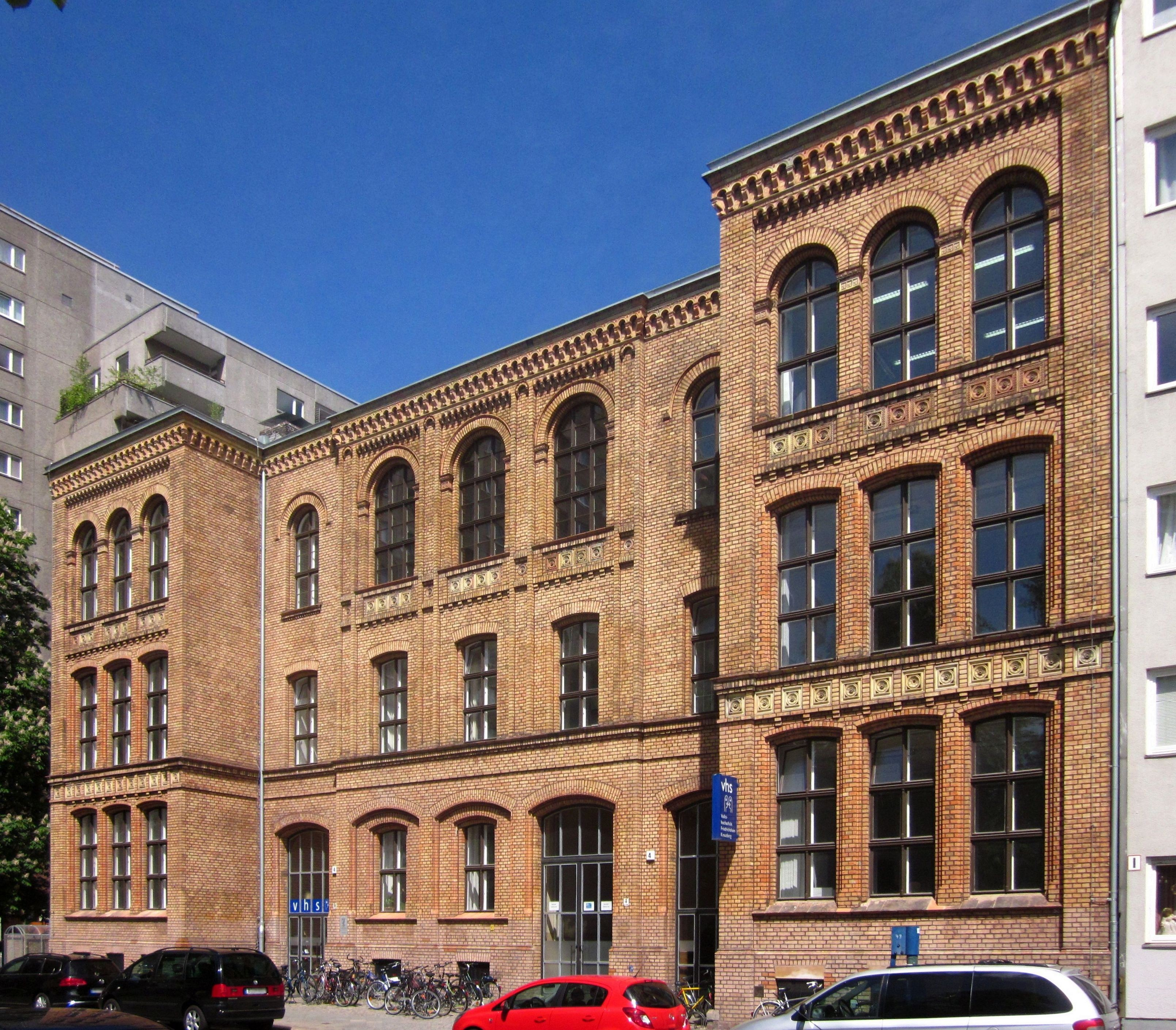
Volkshochschule in Friedrichshain-Kreuzberg

Die erste deutsche Volkshochschule entstand im Deutschen Reich am 13. Januar 1902 im Bürgersaal des Roten Rathauses in Berlin.
Die zwölf Berliner Volkshochschulen sind Einrichtungen der Bezirke und werden von diesen in Eigenverantwortung geführt und ausgestattet. 
Im Jahr 2017 erreichte die Zahl der Kursbelegungen an den zwölf Berliner Volkshochschulen einen Stand von 238.190 bei insgesamt 20.000 Veranstaltungen. Die Anzahl der Unterrichtsstunden lag bei 842.327.

## Bibliotheken

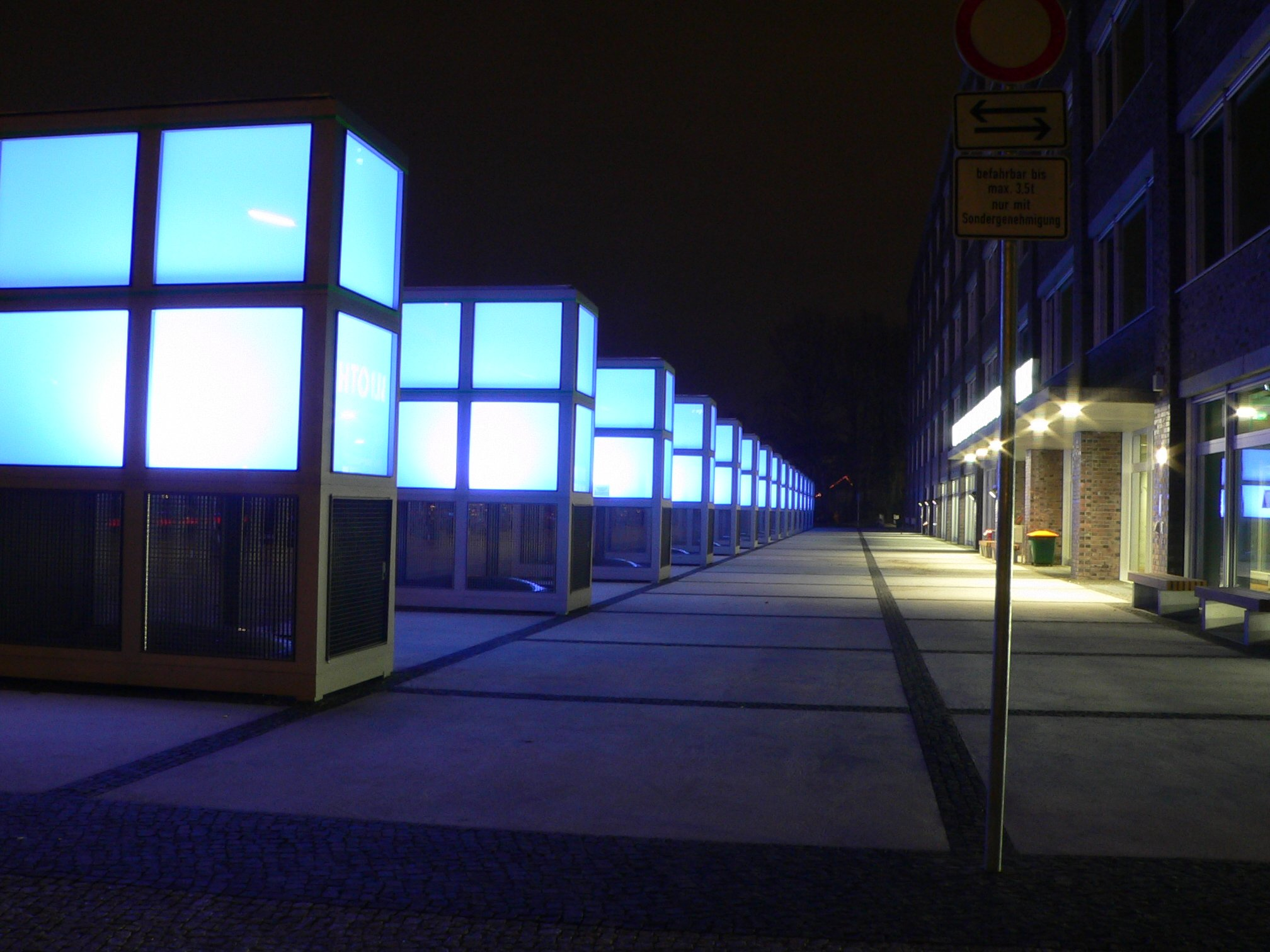
Zentralbibliothek der TU und UdK

Mit rund 80 öffentlichen Bibliotheken in der Stadt zählt Berlin zu den wesentlichen Bibliotheksstandorten in Deutschland und Europa. Im Jahr 2014 zählten die Berliner Bibliotheken mehr als 9 Millionen Besucher, die rund 23 Millionen Entleihungen vornahmen.
Die Staatsbibliothek zu Berlin mit über zehn Millionen Druckschriften ist die größte wissenschaftliche Universalbibliothek im deutschen Sprachraum. Weitere große wissenschaftliche Bibliotheken sind die Universitätsbibliothek der Freien Universität, die Universitätsbibliothek der Humboldt-Universität und die Zentralbibliothek der TU und UdK. Zur Zentral- und Landesbibliothek Berlin gehört die Amerika-Gedenkbibliothek.
Die Berliner Kunstbibliothek der Staatlichen Museen zu Berlin stellt mit ihrem Bestand (ca. 400.000 Bände zur europäischen Kunstgeschichte von der Spätantike bis zur Gegenwart, rund 1400 internationale Zeitschriften) eine der bedeutendsten kunstwissenschaftlichen Spezialbibliotheken in Deutschland dar.
Durch das Förderprogramm Bibliotheken im Stadtteil (BIST) wird der dezentrale Zugang zu Bibliotheken für die Bevölkerung gewährleistet.

## Initiativen
Neben den staatlichen und privaten Institutionen gibt es Berlin zahlreiche bürgerschaftliche Initiativen, die sich der Bildungsförderung verschrieben haben. Zu den bekanntesten gehört das Bürgernetzwerk Bildung, dass sich insbesondere für Lesepatenschaften in Kindergärten und Schulen engagiert.